# Euderus canadensis
Euderus canadensis är en stekelart som beskrevs av Yoshimoto 1971. Euderus canadensis ingår i släktet Euderus och familjen finglanssteklar. Inga underarter finns listade i Catalogue of Life.